# El Vegil
El Vegil är en ort i Mexiko.   Den ligger i kommunen Huimilpan och delstaten Querétaro Arteaga, i den centrala delen av landet, 170 km nordväst om huvudstaden Mexico City. El Vegil ligger 2 052 meter över havet och antalet invånare är 2 521.
Terrängen runt El Vegil är kuperad österut, men västerut är den platt. Runt El Vegil är det ganska tätbefolkat, med 104 invånare per kvadratkilometer. Närmaste större samhälle är Santiago de Querétaro, 17,9 km norr om El Vegil. Trakten runt El Vegil består till största delen av jordbruksmark.